# M37
М37 (също позната като NGC 2099) е най-богатия разсеян звезден куп в съзвездието Колар. Съдържа над 500 звезди.
Открит е от италиански астроном Джовани Батиста Ходиерна преди 1654 г.
В Нов общ каталог се води под номер NGC 2099.
Разстоянието до М37 e изчислено на между 3600 и 4700 светлинни години.